# Orione di Tebe
Orione di Tebe (in greco antico: Ὠρίων?, Ōríōn; Tebe, V secolo – 460 circa) è stato un grammatico bizantino, da non confondere con l'omonimo vissuto al tempo di Adriano e Oros, pedagogo di Proclo e di Elia Eudocia, moglie dell'imperatore Teodosio II.
Nel 425 circa iniziò ad insegnare ad Alessandria, dove ebbe Proclo come allievo; successivamente, intorno al 450, si trasferì a Costantinopoli, dove insegnò a Eudocia, e infine andò a Cesarea.
Tra le sue opere si ricordano: alcune sentenze, dedicate a Eudocia, e una raccolta di Ethnica; la sua opera più importante resta comunque il Lexicon (ed. F. W. Sturz, 1820), un lessico, in parte giunto fino a noi, che utilizza alcune fonti antiche non pervenute ad oggi: l'opera è stata largamente utilizzata come fonte per la scrittura dell'Etymologicum Magnum.